# Union (Missouri)
Union è un comune degli Stati Uniti d'America, situato nello Stato del Missouri, nella contea di Franklin, della quale è il capoluogo.